# Cobos de Cerrato
Cobos de Cerrato és un municipi i vila de la província de Palència, a la comunitat autònoma de Castella i Lleó.

## Geografia i població
Situada a 54 km de la capital provincial, Palència, i a la mateixa distància de la ciutat de Burgos.
El terme municipal, que comprèn el Caserío de San Juan de Castellanos, forma part de la comarca natural i històrica del Cerrato, el centre de la qual és Baltanás.
Compta amb un barri de bodegues tradicionals, semblants a les coves i situades dalt d'un turó, des d'on hi ha excel·lents vistes de la comarca.

## Economia
Agricultura, ramaderia i turisme són les activitats econòmiques principals. Compta amb la potencialitat d'explotar l'energia geotèrmica del subsol per a la producció d'electricitat.
Produeix raïm per a la denominació d'origen Ribera d'Arlanza.
El riu Franco, que travessa la localitat, té un valor ecològic reconegut. El nom, Franco, fa referència, sembla ser, als francs (francesos, alemanys) que es van establir per aquestes contrades.

## Història
La primera notícia sobre el poble és de l'any 1081.

## Festes i cultura tradicional
- Sant Romà, el juliol.
- Mare de Déu del Roser, festa patronal, el 7 d'octubre.

## Demografia

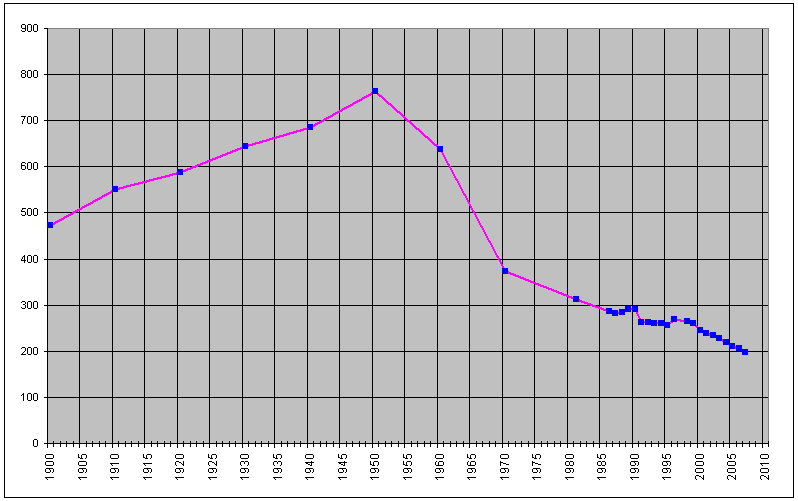
Evolució de la població entre 1900 - 2007

| 1900 | 1910 | 1920 | 1930 | 1940 | 1950 | 1960 | 1970 | 1981 | 1990 |
| ---- | ---- | ---- | ---- | ---- | ---- | ---- | ---- | ---- | ---- |
| 472  | 551  | 588  | 644  | 686  | 764  | 637  | 374  | 312  | 290  |

| 1981 | 1986 | 1987 | 1988 | 1989 |
| ---- | ---- | ---- | ---- | ---- |
| 312  | 287  | 282  | 284  | 290  |

| 1990 | 1991 | 1992 | 1993 | 1994 | 1995 | 1996 | 1998 | 1999 |
| ---- | ---- | ---- | ---- | ---- | ---- | ---- | ---- | ---- |
| 290  | 263  | 263  | 260  | 260  | 255  | 269  | 265  | 260  |

| 2000 | 2001 | 2002 | 2003 | 2004 | 2005 | 2006 | 2007 |
| ---- | ---- | ---- | ---- | ---- | ---- | ---- | ---- |
| 244  | 238  | 234  | 228  | 220  | 210  | 206  | 198  |